# Палаццо Вальмарана
Палаццо Вальмарана (итал. Palazzo Valmarana) — палаццо (городской дворец), построенный по проекту выдающегося итальянского архитектора Андреа Палладио в 1565 году в городе Виченца северо-итальянской области Венето, на улице Корсо Фогадзаро.
Выдающийся памятник архитектуры позднего Итальянского Возрождения. С 1994 года вместе с другими постройками Палладио включён в список Всемирного наследия ЮНЕСКО «Города Виченца и Палладиевых вилл Венето» (Città di Vicenza e Ville Palladiane del Veneto).

## История
Дворец построен для Изабеллы Ногарола Вальмарана. Знатная семья Вальмарана владела землями, на которых построен дворец, с конца XV века. Сложность планировки палаццо объясняется необычной местностью и остатками стен предыдущих построек. Во время Второй мировой войны, 18 марта 1945 года, здание сильно пострадало от бомбардировки союзной авиации. Была разрушена кровли, часть верхнего этажа и большая часть главного зала на первом этаже. Однако фасад остался нетронутым и до сих пор является одним из редких примеров, сохранивших первоначальную штукатурку и мраморную облицовку. В 1960 году разрушенное здание было продано семьей Вальмарана Витторио Луиджи Брага Роза, который провёл обширную реставрацию, восстановив части, разрушенные во время войны, и обогатив здание произведениями искусства из других разрушенных зданий, среди которых были картины Джулио Карпиони.

## Архитектура
Фасад Палаццо Вальмарана — одно из самых необычных и в то же время характерных творений Андреа Палладио. Впервые в здании, поднятые на цокольном этаже коринфские пилястры большого ордера (охватывающие второй и третий этажи), сочетаются с малыми пилястрами второго этажа и горельефными фигурами воинов на углах. В такой оригинальной композиции безусловно сказалось внимательное изучение Палладио древнеримских памятников. Оригинален кортиле (двор) палаццо с колоннадой ионического ордера.
Архитектуру Палаццо Вальмарана на протяжении столетий изучали во многих архитектурных академиях, она вошла в учебники архитектуры. Фасад палаццо, как и иные примеры использования большого ордера на фасадах зданий, оказал влияние на многие постройки других архитекторов, среди которых Мраморный дворец Антонио Ринальди в Санкт-Петербурге (1768) и, отчасти, Дом на Моховой в Москве архитектора И. В. Жолтовского (1932—1934).
- Палаццо Вальмарана. Фасад. Ксилография Дж. Барбери по проекту А. Палладио
- Перспектива фасада
- Лоджия внутреннего двора
- Колоннада лоджии. Деталь
- Мраморный дворец в Санкт-Петербурге. Архитектор А. Ринальди. 1768. Центральная часть южного фасада